# Medicare

Logo dei Centri per i servizi Medicare e Medicaid

Medicare è il nome dell'assicurazione sanitaria federale, amministrata dal governo degli Stati Uniti istituita nel 1965, che riguardava le persone dai 65 anni in su o che soddisfacevano altri criteri particolari.

## Storia

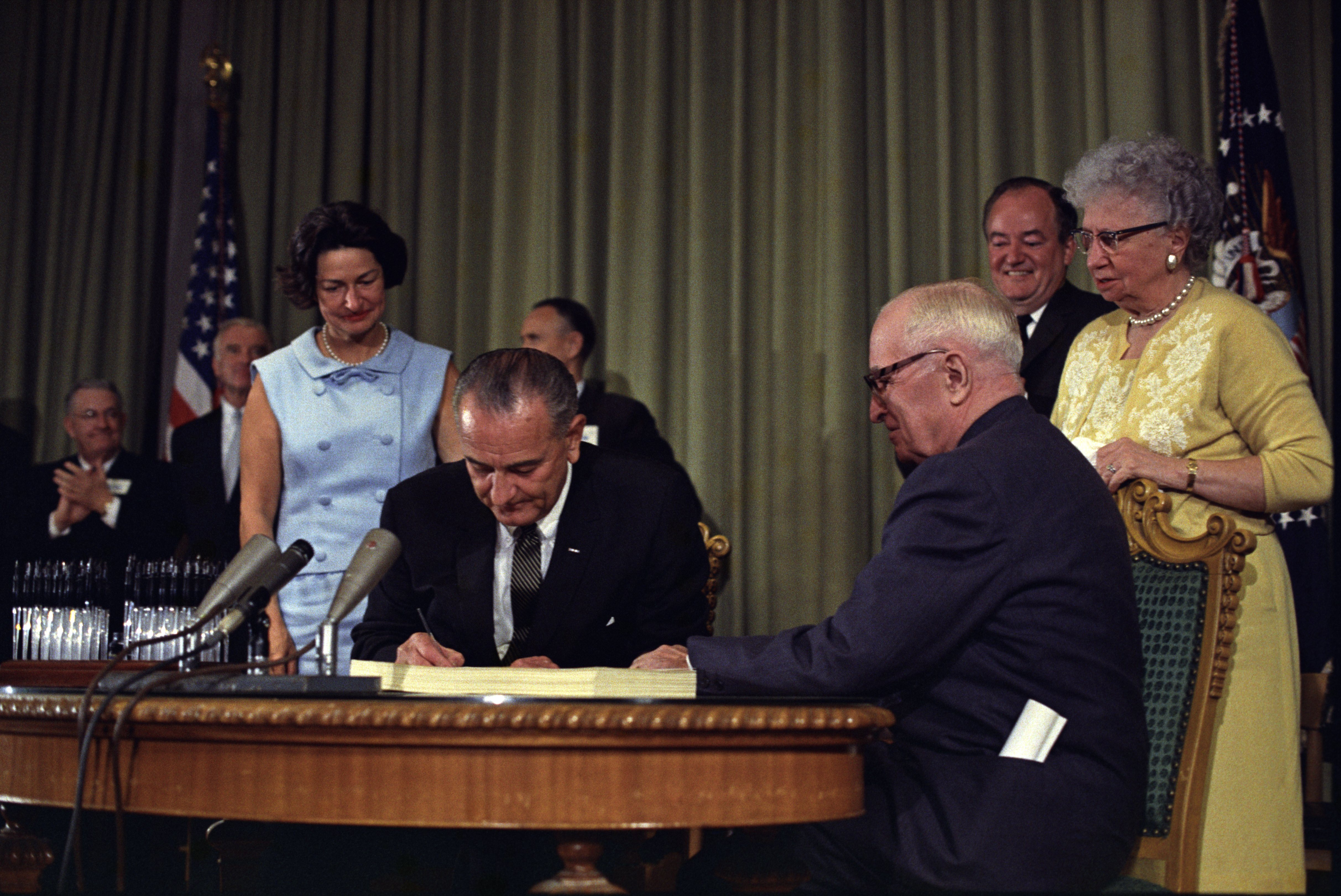
Lyndon Johnson mentre firma l'emendamento Medicare. Harry Truman (primo beneficiario del programma) e sua moglie Bess sono alla destra.

La relativa legge è stata firmata, assieme a quella del programma Medicaid, il 30 luglio 1965 dal presidente Lyndon B. Johnson come emendamento al Social Security Act. Al momento di firmare la legge, Johnson ha assegnato all'ex presidente Harry S. Truman la tessera Medicare facendone il primo beneficiario del programma. Il provvedimento è finanziato a livello federale grazie ai contributi dei lavoratori e dei datori di lavoro. I principali benefici della legge sono l'assicurazione ospedaliera e l'assicurazione medica gratuite.
In seguito al rilevante aumento della popolazione ispanofona negli Stati Uniti, il governo ha provveduto alla traduzione del sito in spagnolo. Al 2018, tale programma federale forniva un'assicurazione sanitaria a 59,9 milioni di persone, di cui oltre 52 milioni dai 65 anni in su, e copriva all'incirca la metà delle spese sanitarie degli iscritti. La parte rimanente viene quasi sempre coperta dagli iscritti con assicurazioni private aggiuntive oppure iscrivendosi alle parti C e D del programma.

## Contenuto
Medicare è il programma di assicurazione sanitaria americano per le persone dai 65 anni in su; alcune persone al di sotto di quella età ne possono usufruire fra cui coloro con insufficienze renali e disabilità.

### Suddivisione del programma Medicare
Il programma Medicare si suddivide in 4 parti distinte. In Medicare è possibile iscriversi per una parte detta A (assicurazione ospedaliera) e una parte detta B (assicurazione medica). Se non ci si iscrive per la parte B dai 3 mesi antecedenti al compimento dei 65 anni fino ai 3 mesi successivi a tale data, si pagherà una penale che consiste in un 10% annuo per ogni anno in cui non ci si iscrive. Oltre alla parte A e B vi sono altre due parti: la parte C, conosciuta come Medicare Advantage, la quale offre piani di assistenza sanitaria gestiti da società assicuratrici private riconosciute da Medicare; tali piani fanno ottenere benefici alle parti A e B e ai loro servizi e concorrono al pagamento dei farmaci con prescrizione; la parte D, invece, concorre al pagamento delle spese dei farmaci, abbassa le spese dei farmaci prescritti e protegge dall’aumento del costo di tali farmaci.
- Parte A (Assicurazione ospedaliera): copre le persone che richiedono assistenza ospedaliera, nel tempo in cui sono ricoverate.
- Parte B (Assicurazione medica generale): opzionale, se ci si iscrive dopo i primi 3 mesi in cui si è raggiunti i 65 anni, si ha una penalità del 10% a vita sul premio assicurativo. Copre ciò che non è coperto dalla Parte A, specie per l'assistenza sanitaria che non richiede ospedalizzazione.
- Parte C (piani Medicare advantage): con questi piani, introdotti dal 1997, l'iscritto paga la propria quota mensile al governo federale, ma riceve l'assicurazione sanitaria da un assicuratore privato, in certi piani con dei benefit aggiuntivi.[3] In questo modo, a differenza del Medicare originale, l'iscritto ha la copertura anche per quelle parti solitamente non coperte dal Medicare originale e che andrebbero coperte autonomamente (il cosiddetto "Medigap"). Ovviamente, il rovescio è che la quota mensile da pagare è maggiore per una parte degli iscritti e che non tutti gli ospedali, gli ambulatori e i CMS degli Stati Uniti forniscono il nuovo Medicare Advantage.
- Parte D (piani per la fornitura di farmaci): in vigore dal 1º gennaio 2006 e disponibile per chiunque sia iscritto alla parte A o B, riguarda quasi esclusivamente i farmaci somministrati autonomamente.

### Struttura operativa
Era amministrato direttamente dalla Social Security Administration (SSA) per poi passare ai Centers for Medicare & Medicaid Services (CMS) nel 2001.

## Ammissibilità
Gli individui di età pari o superiore a 65 anni che scelgono di iscriversi a Medicare Parte A devono pagare un premio mensile per rimanere iscritti a Medicare Parte A, a meno che essi o il loro coniuge non abbiano pagato le relative imposte sui salari di Medicare.

## Registrazione
In generale, se un individuo riceve già le prestazioni della Social Security, all'età di 65 anni diventa automaticamente un partecipante ai programmi Medicare Parte A (assicurazione ospedaliera) e Medicare Parte B (assicurazione sanitaria). Se un individuo sceglie di non iscriversi alla Parte B (di solito perché sta ancora lavorando e riceve la copertura del datore di lavoro), deve rinunciare in anticipo quando riceve il pacchetto di iscrizione automatica. L'iscrizione tardiva alla Parte B non è penalizzata se la persona ha un'altra assicurazione (ad esempio a causa della situazione lavorativa di cui sopra), ma può essere penalizzata in altre circostanze. Le persone che non ricevono prestazioni di sicurezza sociale dopo i 65 anni devono iscriversi a Medicare, se lo desiderano. Le sanzioni possono essere applicate se un individuo sceglie di non iscriversi all'età di 65 anni e non ha un'altra copertura assicurativa.